# 비쳅스키 파르크역
비쳅스키 파르크 역(러시아어: Битцевский парк)은 모스크바 지하철 부톱스카야 선의 북쪽 시종착역이다. 2014년 2월 27일에 개장하였다.

## 지리
비쳅스키 파르크 역은 모스크바의 야세네보 지역에 있다. 인근에는 비차 공원이 위치한다.

## 환승
비쳅스키 파르크 역에서는 칼루시스코 리시스카야 선의 노보야세넵스카야 역과 환승이 가능하다.